# Vrchoslav
Vrchoslav (něm. Rosenthal) je část města Krupka v okrese Teplice. Nachází se na západě Krupky. Prochází zde silnice II/253. V roce 2009 zde bylo evidováno 181 adres. V roce 2011 zde trvale žilo 760 obyvatel.
Vrchoslav je také název katastrálního území o rozloze 2,42 km2.

## Historie
Nejstarší písemná zmínka pochází z roku 1463.

## Obyvatelstvo
|                                                                 | 1869 | 1880 | 1890 | 1900 | 1910 | 1921 | 1930 | 1950 | 1961 | 1970 | 1980 | 1991 | 2001 | 2011 |
| --------------------------------------------------------------- | ---- | ---- | ---- | ---- | ---- | ---- | ---- | ---- | ---- | ---- | ---- | ---- | ---- | ---- |
| Obyvatelé                                                       | 331  | 515  | 651  | 721  | 766  | 666  | 915  | 714  | 764  | 641  | 627  | 742  | 807  | 760  |
| Domy                                                            | 47   | 59   | 66   | 76   | 85   | 89   | 127  | 147  | .    | 131  | 128  | 148  | 160  | 173  |
| Počet domů z roku 1961 je zahrnut v domech místní části Krupka. |      |      |      |      |      |      |      |      |      |      |      |      |      |      |